# Rudolf Užnik
Rudolf Užnik, slovenski graver, izdelovalec pušk in strokovni učitelj, * 26. julij 1888, Borovlje, † 6. januar 1964, Borovlje.

## Življenjein delo
Po osnovni šoli v rojstnem kraju je tu od 1903–1907 na strokovni šoli za puškarstvo obiskoval specialni oddelek za graverstvo. V letih 1907–1911 se izpopolnjeval pri različnih mojstrih na Saškem, domačem kraju in na Dunaju. Od 1912–1920 je imel v Borovljah samostojno graversko delavnico, obenem pa je bil strokovni učitelj na tamkajšnji puškarski šoli. Po koroškem plebiscitu 1920 se je preselil v Ljubljano in poučeval na Državni obrtni šoli (1920-1921) ter od 1921–1930 na puškarski šoli v Kranju in od 1930-1946 v Ljubljani na Tehniški strojni šoli ter nazadnje tudi v Ljubljani na Šoli za umetno obrt (1946-1959). Po upokojitvi 1959 je do smrti živel pri hčerki v Borovljah.
Užnik je kot strokovnjak–specialist in pedagog prejel več priznanj, mdr.: 1925 na mednarodni razstavi za dekorativno umetnost v Parizu priznanje za tehnične izboljšave pri izdelovanju črk za pisalne stroje in 1950 novatorsko diplomo Generalne direkcije kovinske in elektroindustrije LRS. Leta 1949 je bil odlikovan z Redom dela z zlatim vencem.